# Сегузино
Сегузѝно (на италиански: Segusino; на венециански: Seguxin, Сегузин) е село и община в Северна Италия, провинция Тревизо, регион Венето. Разположено е на 219 m надморска височина. Населението на общината е 1901 души (към 2014 г.).